# 田部長右衛門 (24代)
二十四代 田部 長右衛門（たなべ ちょうえもん、1938年（昭和13年）7月22日 - 1999年（平成11年）11月7日）は、日本の実業家。「たたら御三家」田部家の第24代当主。本名は智久。父は島根県知事を務めた田部長右衛門 (23代)。

## 来歴・人物
島根県飯石郡吉田村（現・雲南市）出身。父の知事就任に伴い、慶應義塾大学学生の身分でいくつかの企業の社長に就任した。

### 山陰中央テレビジョン放送社長
1967年（昭和42年）のUHF開放時、島根をカバーしていたテレビ局は、鳥取県米子市に本社を置くVHFの山陰放送（BSS）だけだった。二局目については、今度こそ島根県に本社のある島根県民のテレビ局を持ちたいとする思いは県民の一致した思いだった。この時の競願は五社に上った。田部グループ、読売系グループ二社、産経系、朝日系である。田部グループとは島根新聞（現・山陰中央新報）を核とするものである。この五社が一本化するわけだが、長右衛門(23代)は知事の立場にあったので、 地元選出代議士の竹下登が調停役を引き受けた。
調停は全国でも珍しくすんなり進んで、社長には智久が就き、島根新聞の要職者が移ってきて、島根放送（テレビしまね・TSK）は誕生した。ネットワーク系列に関しては日本テレビ系列かフジテレビ系列かの二者択一だった。読売新聞は新局はぜひ日本テレビ系列でと望んでいたが、日本テレビが新局リスクを敬遠したため、すんなりフジテレビ系列入りが決まった。開局に尽力し、副社長を務めた土井靖周は『TSK20年のあゆみ』に「調停役だった竹下登氏がフジテレビ総帥の鹿内信隆氏と旧知の間柄で、直談判してくれたおかげで、今日に及ぶすこぶる良好な関係ができた」と記している。開局は1970年（昭和45年）4月1日で、初め島根県のみをカバーしていたが、71年7月、島根県・鳥取県を一つのサービスエリアとする二県三波の相互乗り入れが決定したことによって、放送エリアが拡大した。それに伴い、72年4月1日、社名を島根放送から山陰中央テレビジョン放送に改称した。
1980年（昭和55年）に父が死去したことで長右衛門を襲名し、岩國哲人出雲市長に頼まれ、日枝久フジテレビ社長に企画を持ち込んで、89年に出雲駅伝が開催にこぎ着けている。96年には日本民間放送連盟副会長にも就任した。
秘書は、青木一彦（参議院議員）が長年務めた。

### 新規事業への参入
島根では、何かをするとき、田部のだん（旦那）さんを引っ張り出すといわれ、新規事業が勃興するたびに、田部家がその長に推されることが多かった。そのため、旧家には似合わないソフトウェア会社（松江情報センター）、ニューメディア事業（山陰テレメッセージ）、エフエム山陰の社長も務めた。加えて島根への思いも父親譲りで、島根経済発展のため、富士通などの大企業を誘致し、合弁でテクノプロジェクトを立ち上げている。
1999年11月7日、内臓疾患のため、松江市内の病院で死去。61歳没。27日に執り行われた合同葬には、3000人が参列した。

## 交流
慶應、早稲田と大学は違ったが、沖縄問題を考える研究会が縁で、小渕恵三とは学生時代から親交があった。大学卒業前に、二人で返還前の沖縄を旅行し、基地問題の厳しい現実を目の当たりにした。小渕は合同葬に弔辞を寄せ、「サミット開催地を沖縄に決めたのは、無意識のうちにあの旅行で感じた沖縄への思いがあったのかもしれない」と記した。
竹下登は、先代以来のつきあいで、幼少の頃から『ともちゃん』と呼び親しくしてきた。死去の際して竹下は、「ともちゃんは、人間関係を大事にする、古き良き日本の伝統を身につけた人でした」とコメントを寄せている。

## 関連文献
- 『田部長右衛門智久 追想記』同刊行委員会、2001年11月。私家版